# Кржижановский, Евгений Александрович
Евгений Александрович Кржижановский (1884, Российская империя — 25 октября 1935, посёлок Тёсово-Нетыльский, Новгородская область, РСФСР, СССР или дата и место смерти неизвестны) — русский гражданский инженер и архитектор, работавший в Санкт-Петербурге.

## Биография
Родился в 1884 году. Отец — Александр Кржижановский .
Окончил в 1908 году Институт гражданских инженеров. Участвовал в строительстве комплекса зданий Товарищества резиновых изделий «Треугольник». Мостовой переход через реку Таракановку, спроектированный Кржижановским, относится к новому типу построек начала XX века. Создатели железобетонных конструкций того времени не испытывали давления традиций, наподобие тех, что сложились в промышленной кирпичной архитектуре, кроме того эти сооружения в силу своих немалых размеров получили, по словам современника, «чисто конструктивный стиль, далёкий от всяких ложных приёмов» (Н. Страхов «Эстетические задачи техники»). Это новые типы сооружений, выразительные благодаря игре на противопоставлении объемов, освобождённых от излишних украшательств, с раскрытой контрастной структурой. Профессор М. Штиглиц ставит мостовой переход Кржижановского в один ряд с такими сооружениями, как здание скелетного типа Акционерного общества «Треугольник» (1913, Л. А. Серк), элеватор Акционерного общества Петроградских товарных складов (1915, И. Н. Квиль) и пакгауз, построенный там же по проекту Л. Ф. Геллерта (1912). Ещё один из производственных корпусов мануфактуры «Треугольник» построен по совместному проекту Е. Кржижановского и Л. Серка (1900—1910-е). Внутренний каркас здания выполнен из железобетона, наружные стены — кирпичные.
В 1915—1926 годах жил в Петрограде в доходном доме Шерцеров (С. И. и Б. И. Марголиных) на углу наб. Фонтанки и Большой Подьяческой улицы.
В 1926 году переехал в посёлок Тёсово-Нетыльский, где сыграл большую роль в строительстве 31-й подстанции, через которую работавшая на торфе ТЭЦ-8 снабжала через Чудово резервным электричеством Новгород, окрестные населенные пункты и 7 меньших подстанций, предназначенных для электрификации торфодобычи. Вместе в Кржижановским работали Топченко и молодой инженер Жилин.
Подстанция была сдана в эксплуатацию 5 ноября 1935 года, но Кржижановский не дожил до конца работы 12 дней. Кржижановского похоронили и поставили памятник на территории 31-й подстанции. По состоянию на 1964 год памятник охранялся, но к 2023 году оказался заброшен и лишен таблички с именем архитектора.

## Постройки
Постройки в Санкт-Петербурге
- Доходный дом вдовы надворного советника Н. Н. Меркиш; Малый пр. П.С., 23 / Мончегорская ул., 10; год постройки: 1911—1912[3].

- Товарищество резиновых изделий «Треугольник». Производственные здания и мостовой переход; наб. Обводного кан., 134—136; год постройки: 1912—1917[3][1]. Железобетонный мостовой переход через реку Таракановку (засыпана в 1920-е годы), соединивший главные фабричные корпуса (1914)[12][13].
- Товарищество резиновых изделий «Треугольник»; наб. Обводного кан., 150—152; год постройки: 1914[3]

Постройки в посёлке Тёсово-Нетыльский
- Открытая трансформаторная подстанция № 31 110/35/6 кВ; ул. Электросеть, 1, посёлок Тёсово-Нетыльский. Дата строительства: 1931—1947

## Архивные источники
- ЦГА СПб. Фонд Р-1584. Опись 1-1. Дело 1409 — 29.03.1921-10.09.1921 — Кржижановский Евгений Александрович // «КОМГОСОР» СНХ СР.
- ЦГА СПб. Фонд Р-8. Опись 2. Дело 3074 — 23.05.1920-09.06.1920 — Кржижановский Евгений Александрович // ЛЕНИНГРАДРАБКРИН.
- Личное дело студента Кржижановского Евгения // ЦГИА СПб. Фонд 184. Институт Гражданских инженеров; Опись 3. Дело 1895 (25.07.1901–21.02.1915).